# Aioun Al Atrouss
Aioun Al Atrouss, Aioûn el 'Atroûs, är en stad i regionen Hodh El Gharbi i södra Mauretanien. Staden hade 22 796 invånare (2013). Den är huvudort för regionen Hodh El Gharbi.